# Edwin Vose Sumner

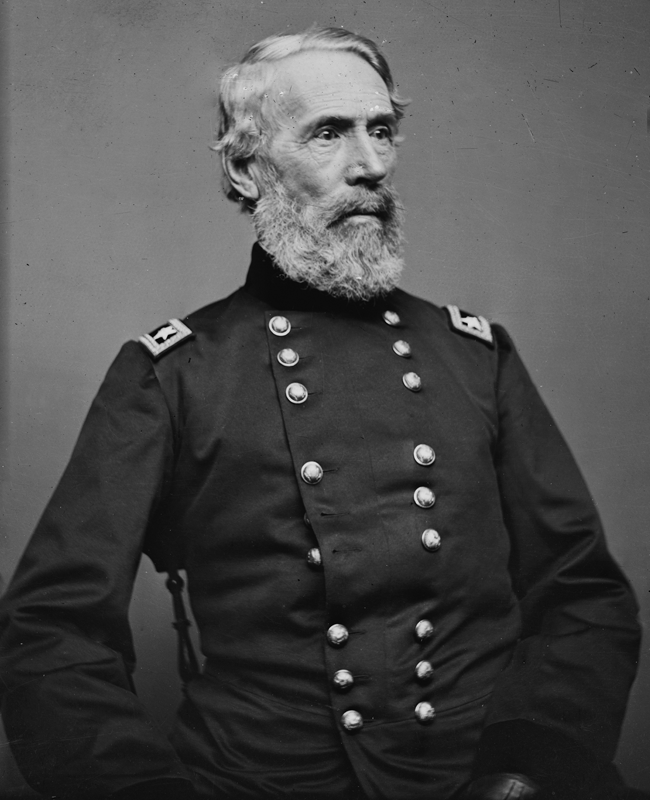
Generalmajor Edwin Vose Sumner

Edwin Vose „Stierkopf“ Sumner (* 30. Januar 1797 in Boston, Massachusetts; † 21. März 1863 in Syracuse, New York) war ein US-amerikanischer Generalmajor des US-Heeres.

## Frühe Jahre und militärischer Aufstieg
Sumners Eltern waren Elisha Sumner und Nancy Voss. Er besuchte die West School, die Billerica School und dann die Milton Academy. Danach begann er als Kaufmann in Troy, New York zu arbeiten. Nachdem er 1819 seine berufliche Laufbahn als Kaufmann aufgegeben hatte, trat er in Troy als Leutnant in das 2. US-Infanterie-Regiment ein. Sumner heiratete am 31. März 1822 Hannah Wickersham Foster, mit der er sechs Kinder hatte. Die folgenden Jahrzehnte bis kurz vor seinem Tod verbrachte er als Offizier im US-Heer. Sumner nahm am Black-Hawk-Krieg und verschiedenen anderen Indianerkriegen teil. Am 4. März 1833 wurde er zum Hauptmann befördert und dem 1. US-Dragoner-Regiment zugeteilt, das gerade vom Kongress neu aufgestellt worden war. 1838 kommandierte er das Kavallerie-Ausbildungslager in Carlisle, Pennsylvania. Sumner war von 1842 bis 1845 Kommandant von Fort Atkinson, Iowa.

## Amerikanisch-Mexikanischer Krieg
Edwin Sumner nahm am Mexikanisch-Amerikanischen Krieg als Major teil und wurde für seine Tapferkeit in der Schlacht von Cerro Gordo zum Oberstleutnant befördert. Hier erhielt er seinen Spitznamen: Während der Kampfhandlungen soll eine Musketenkugel von seiner Stirn abgeprallt sein. Nach der Schlacht von Molino del Rey wurde Sumner zum Brevet-Oberst befördert. Am 23. Juli 1848 wurde er zum stellvertretenden Kommandeur des 1. US-Dragoner-Regiments ernannt. Von 1851 bis 1853 war er Militär-Gouverneur des New Mexico Territoriums. Am 3. März 1855 wurde Sumner zum Kommandeur des 1. US-Kavallerie-Regiments ernannt. In dieser Funktion erhielt er 1856 zusätzlich den Status des Kommandanten von Fort Leavenworth, Kansas. Sumner befehligte 1857 eine Expedition gegen die Cheyenne und war in die blutigen Auseinandersetzungen im Kansas-Territorium verwickelt. 1858 wurde er Befehlshaber im Wehrbereich West. Sein letzter Auftrag vor Ausbruch des Bürgerkrieges war die Begleitung des neugewählten Präsidenten Abraham Lincoln als ältester Offizier.

## Amerikanischer Bürgerkrieg
Als der Sezessionskrieg im Jahr 1861 ausbrach, war Sumner gerade mit Patent vom 16. März 1861 zum Brigadegeneral befördert worden und wurde beauftragt, Albert S. Johnston als Befehlshaber des Wehrbereichs Pazifik abzulösen. Aus diesem Grund war er an den ersten Feldzügen des Krieges nicht beteiligt. Sumner wurde im Herbst 1861 als Divisionskommandeur in den Osten versetzt und zum Generalmajor befördert. Gegen den Willen Generalmajor McClellans setzte ihn der Präsident bei der Umgliederung der Potomac-Armee als Kommandierenden General des II. Korps ein. Dieses Korps galt als eines der besten des östlichen Kriegsschauplatzes. Sumner war der älteste General in der Potomac-Armee. Er führte das Korps während des Halbinsel-Feldzugs und wurde in der Schlacht bei Glendale während der Sieben-Tage-Schlacht verwundet. Später wurde er während der Schlacht von Antietam erneut verwundet. Als Ambrose Burnside den Oberbefehl über die Potomac-Armee übernahm, reorganisierte er die Korps in Großdivisionen (Grand Divisions) und übergab Sumner das Kommando über eine dieser neuen Großverbände. Damit nahm Sumner auch an der Schlacht von Fredericksburg teil, die als verlustreicher Fehlschlag endete und besonders seinen ehemaligen II. Korps hohe Verluste zufügte. Kurz danach wurde Sumner auf eigenen Wunsch von seinem Kommando entbunden und sollte ein neues Kommando in Missouri übernehmen. Er reiste nach Hause nach Syracuse, New York, wo er am 21. März 1863 einen tödlichen Herzanfall erlitt. Er wurde auf dem Oakwood Friedhof in Syracuse beigesetzt.

## Verschiedenes
Sumner war während des Sezessionskrieges der älteste aktive Kommandierende General beider Seiten.